# Mons (Charente)
Mons település Franciaországban, Charente megyében. Lakosainak száma 235 fő (2022. január 1.). Mons Marcillac-Lanville, Oradour, Verdille, Val-d'Auge, Aigre és Rouillac községekkel határos.

## Népesség
A település népességének változása:
| Lakosok száma | 278  | 228  | 225  | 255  | 252  | 253  | 247  | 238  | 234  | 235  |
|               | 1968 | 1982 | 1990 | 2006 | 2013 | 2015 | 2017 | 2019 | 2020 | 2022 |